# Verbka-Murovana, Iarmolînți
Verbka-Murovana (în ucraineană Вербка-Мурована) este localitatea de reședință a comunei Verbka-Murovana din raionul Iarmolînți, regiunea Hmelnîțkîi, Ucraina.

## Demografie
Componența lingvistică a localității Verbka-Murovana
     Ucraineană (99,62%)
     Alte limbi (0,38%)
Conform recensământului din 2001, majoritatea populației localității Verbka-Murovana era vorbitoare de ucraineană (99,62%), existând în minoritate și vorbitori de alte limbi.